# 파더 구즈
《파더 구즈》(Father Goose)는 미국에서 제작된 랠프 넬슨 감독의 1964년 모험, 코미디, 전쟁, 멜로/로맨스 영화이다. 캐리 그랜트 등이 주연으로 출연하였고 로버트 아서 등이 제작에 참여하였다.
이 영화는 아카데미 각본상을 받았다.

## 출연

### 주연
- 캐리 그랜트
- 레슬리 카론

### 조연
- 트레버 하워드
- 샤릴 록
- 핍 스파크
- 버리너 그린로
- 잭 굿

## 기타
- 의상: 레이 아하그얀